# Raul III de Clermont
Raoul II / III de Clermont-Nesle (c. 1245 – Kortrijk, 11 de julio de 1302) fue Seigneur (Señor) de Nesle en Picardía, Vizconde de Châteaudun, Gran chambelán de Francia y Condestable de Francia.

## Biografía
Raul era el primogénito de Simón II de Clermont (c. 1216 – 1286) y Adele ("Alix") de Montfort (m. 1279), hija de Amaury VI de Montfort. Su padre tenía un hermano llamado Raul, que a veces aparece con el número II, causando confusión sobre la paternidad de los hijos de Raul.
Raoul de Clermont fue uno de los generales más importantes del rey Luis IX de Francia. Participó en la mayoría de las campañas del Rey, incluyendo la Octava Cruzada contra Túnez, siendo nombrado Condestable de Francia en 1285 (probablemente), luchó en la Cruzada Aragonesa y en el Guerra franco-flamenca (1297-1305) contra el Condado de Flandes, junto a Guido de Dampierre, su suegro. El gobernador de Flandes, Jacques de Châtillon, nombrado por el rey francés era también pariente político de Raul. El sucesor de Luis IX, Felipe IV (1268-1314) lo envió con su hermano Guy I de Clermont, Mariscal de Francia, a intervenir en el Sitio de Lille (1297), donde salieron victoriosos e hicieron gran cantidad de prisioneros. En 1302, junto con su hermano Guido, luchó bajo Roberto II, conde de Artois contra los flamencos en la Batalla de las Espuelas de Oro en Kortrijk, donde el ejército francés fue completamente derrotado, y los tres perdieron la vida, recuperando los flamencos la independencia.
Su hija Alix le sucedió en Châteaudun pero no hay registros sobre la sucesión en Nesle.

## Matrimonio y descendencia
Raul se casó por primera vez en c. 1268 con Alix (Yolanda) de Dreux (c. 1255-c. 1293), Vizcondesa de Châteaudun, hija de Roberto de Dreux (1217-c. 1264), y Clemencia, vizcondesa de Châteaudun. Raul y Alix tuvieron tres hijas:
- Alix (c. 1275-c. 1330), vizcondesa de Châteaudun, Señora de Mondoubleau. Llamado Alix de Clermont, Nesle o Beaumont.
  - Alix se casó en primer lugar 1286 con Guillermo IV de Flandes (1248–1311), Seigneur de Dendermonde, Crèvecoeur y Richebourg, hijo de Guido de Dampierre, conde de Flandes. Tuvieron seis hijos: 
    - Guillaume/Guillermo (c. 1290 – 1320), casado con María de Vianden (1290-1344), hija de Felipe de Vianden Salm-Vianden, Herr de Rumpst, hijo menor de Felipe I de Vianden.
    - Jeanne (c. 1290 – 1342), casado con Gérard van Diest (1275–1333), Châtelain (Burggraf) de Amberes y Otto de Cuijk (de) (1270–1350).
    - María de Dampierre (c. 1290 – 1350), vizcondesa de Châteaudun, casada en 1317 con Roberto VII de Auvernia.
    - Alicia (c. 1295 – 1320)
    - Juan (c. 1295 – 1325) se casó en 1315 con Béatrice, hija de Jacques de Châtillon, gobernador de Flandes.
    - Guy (c. 1290? – 1345), Seigneur de Richebourg, casado después de 1315 con María de Enghien, hija de Gerardo de Enghien, Herr de Zottegem. Châtelain (Burggraf) de Gent. En segundo lugar, en 1321 Guido se casó con Béatrice de Putten (1300-1354), hija de Nikolaas III / IV (d. 1311), Herr de Putten.

  - En segundo lugar, en 1312 Alix se casó Juan I de Chalon-Arlay, Señor de Salins (c. 1258-1315), y tuvieron una hija:
    - Catalina de Châlon (m.1355), casada en 1342 con Thiébaud (Thibaut) V Seigneur (señor) de Neuchâtel-Borgoña (c. 1317-1366), viudo.
- Isabelle (d. a. Agosto 1324), Señora de Semblançay, casado con Hugues de l'Archévêque, Seigneur de Montfort-le-Rotrou d. b. Agosto de 1324), hijo de Guillaume VI de l'Archévêque (fr) (d. 1315).
- Béatrix (14 de septiembre de 1320), casada Aymer de Valence, conde de Pembroke (c. 1275 – 1324), Seigneur de Montignac (Casa de Lusignan).

En enero de 1296 Raul se casó por segunda vez con Isabel de Hainault d. c. 1305), hija de Juan II, conde de Holanda y Felipa de Luxemburgo. Sin hijos reconocidos. Algunos genealogistas atribuyen a Isabelle y Béatrix a este segundo matrimonio.